# Julius Erving

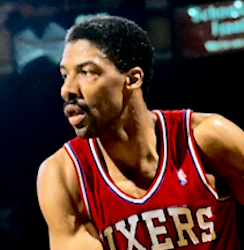
Julius Erving c:a 1987.

Julius Winfield "Dr. J" Erving II, född 22 januari 1950 i Roosevelt i New York, är en amerikansk före detta professionell basketspelare. Han var den största stjärnan i ABA då ABA och NBA sammanslogs, 1976.
Under sin professionella karriär vann Erving ABA två gånger (1974 och 1976), NBA en gång (1983) och priset som ligans bästa spelare totalt fyra gånger, tre gånger i ABA (1974, 1975 och 1976) och en gång i NBA (1981). Han är den femte mesta poängplockaren i historien (NBA och ABA sammanlagt) med 30 206 poäng.

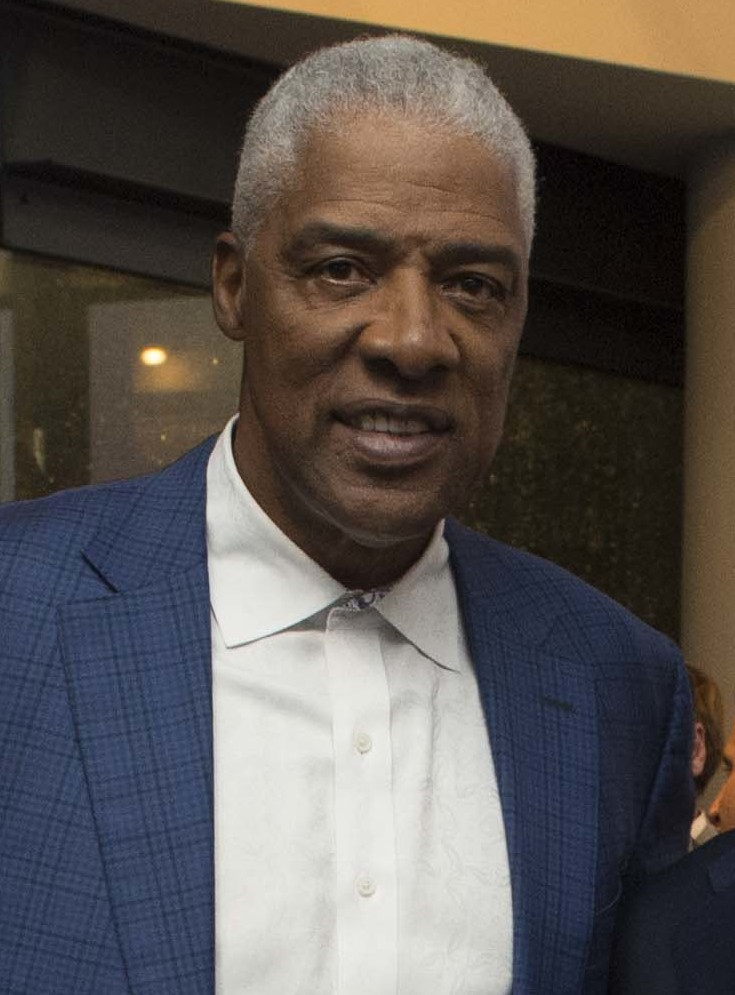
Julius Erving 2016.

Erving spelade professionell basket mellan 1971 och 1987 (i Virginia Squires, New York Nets och Philadelphia 76ers) och valdes i första rundan av 1972 års NBA draft.
Dr. J är känd för sina spektakulära dunkar. Ett bevis på detta är att han har vunnit ABA Slam Dunk Contest år 1976